# モンマス (イリノイ州)
モンマス（Monmouth）は、アメリカ合衆国イリノイ州の都市。ウォーレン郡の郡庁所在地である。人口は9,444人（2010年）であり、2000年の9,841人から減少している。モンマス・カレッジの本拠地であり、数多くの公園やキャンプ場を有する。プライムビーフフェスティバルというお祭りが毎年9月のレイバー・デーの翌週に開催され、フェスティバル中にはイリノイ州西部最大のパレードも実施される。メイプルシロップの産地としても知られている。ゲイルズバーグ大都市圏に位置する。

## 歴史
モンマスは1831年に創設され、当初はコシチュシュコという呼び名であったが、入植者たちは発音が難しすぎるのではないかと考えた。その後、ニュージャージー州モンマス出身の入植者が出身地の名称「モンマス」を提案し、その後はモンマスと呼ばれることとなった。
1841年、末日聖徒イエス・キリスト教会の創設者ジョセフ・スミス・ジュニアがモンマスにあるウォーレン郡裁判所で実施された犯罪人引き渡しのための聴取に召集された。この聴取ではスミスの殺人容疑について彼をミズーリ州に引き渡すかどうかが審理された。結局この裁判では被告側が勝利、スミスの逮捕は無効とされた。また、この裁判では連邦上院議員のオーヴィル・ヒックマン・ブラウニングがスミスの代理人を務めた。
ガンマンとして有名なワイアット・アープもモンマス生まれである。そのため、モンマスにある給水塔には「ワイアット・アープの生まれ故郷」と長年にわたり掲げられていた。また、第40代大統領ロナルド・レーガンも幼少期をモンマスで過ごした。
USA長老派教会が運営するリベラルアーツカレッジのモンマス・カレッジは1853年、シダー・クリークと南ヘンダーソン長老教会によって創設された。
1890年にはマイナーリーグチームのモンマス・ブラウンズとモンマス・メープルシティーズが創設され、1913年まで市内のイレブンスストリートパークを拠点に試合を行なっていた。

## 地理
マンモスは、北緯40度54分42秒 西経90度38分40秒 / 北緯40.91167度 西経90.64444度に位置する。 イリノイ州西部に位置し、アメリカ国道34・67号線、イリノイ州道110・164号線が通っている。
2010年国勢調査によると、総面積は10.96km²、うち99.5%にあたる10.90km²が陸面積、0.5%にあたる0.06km²が水面積である。

## 人口動静
以下は2000年国勢調査に基づく。
基礎データ
- 人口：9,841人
- 世帯数：3,688世帯
- 家族数：2,323家族
- 人口密度：942.8人/km²
- 住居数：3,986軒
- 住居密度：381.9軒/km²

人種別人口構成
- 白人：92.72%
- アフリカン・アメリカン：2.80%
- ネイティブ・アメリカン：0.23%
- アジア人：0.47%
- 太平洋諸島系：0.19%
- その他：1.91%
- 混血：1.67%
- ヒスパニック・ラテン系：4.35%

世帯と家族
- 18歳未満の子供がいる: 29.6%
- 結婚・同居している世帯: 47.7%
- 未婚・離婚女性が世帯主である世帯:11.5%
- 非家族世帯: 37.0%
- 単身世帯: 32.1%
- 65歳以上の老人1人暮らし: 14.9%
- 平均構成人数
  - 世帯: 2.37人
  - 家族: 2.99人

年齢別人口構成
- 18歳未満：23.0%
- 18歳-24歳：17.1%
- 25歳-44歳：24.1%
- 45歳-64歳：20.3%
- 65歳以上：15.5%
- 年齢の中央値：34歳
- 性比（女性100人あたり男性の人口）
  - 総人口: 88.5
  - 18歳以上: 85.3

- 収入の中央値
  - 世帯: 33,641米ドル
  - 家族: 41,004米ドル
  - 性別
    - 男性: 30,006米ドル
    - 女性: 20,144米ドル
- 人口1人あたり収入: 15,839米ドル
- 貧困線以下
  - 対人口: 8.0%
  - 対家族数: 11.1%
  - 18歳未満: 14.5%
  - 65歳以上: 6.1%

## 文化

### 博物館
- ウォーレン郡歴史博物館
- ブキャナン芸術センター
- ホールトハウス
- スチュワートハウス
- ワイアット・アープ博物館

## 著名な住人
- ワイアット・アープ - モンマス生まれのガンマン
- ロイ・フラー - モダンダンスの先駆者
- ロナルド・レーガン - 第40代アメリカ合衆国大統領、幼少期をモンマスで過ごした[12]。